# Gais
Gais (italià Gais) és un municipi italià, dins de la província autònoma de Tirol del Sud. És un dels municipis del vall de Pustertal. L'any 2007 tenia 3.094 habitants. Limita amb els municipis de Bruneck, Sand in Taufers, Pfalzen, Percha, i Mühlwald.

## Situació lingüística
| Pertinença lingüística (cens 2001) | 96,68% alemany |
| Pertinença lingüística (cens 2001) | 3,09% italià   |
| Pertinença lingüística (cens 2001) | 0,22% ladí     |

## Administració

Territori comunal

| Període | Identitat                  | Partit |
| ------- | -------------------------- | ------ |
| 2004-   | Romana Stifter Ausserhofer | SVP    |